# Бискупцы (Лидский район)
Бискупцы (бел. Бі́скупцы) — деревня в Лидском районе Гродненской области Беларуси. Входит в состав Третьяковского сельсовета.

## География
Через деревню пролегает дорога Н-6845, трасса М-6.
Ближайшие населённые пункты Ельня, Мелёгово и др.

## История
В 1861 году деревня в составе Лидского сельского товарищества, в Докудовской волости Лидского уезда Виленской губернии Российской империи.
С 1919 года — в БССР. С 1921 года в составе Польши, в Докудовской гмине Лидского повета Новогрудского воеводства. С 1939 года — в БССР, в Барановичской области, с 1940 года — в Лидском районе.
До 7 ноября 2013 года деревня входила в состав Докудовского сельсовета.

## Население

### Численность
- 2019 год — 69 жителей

### Динамика
- 1905 год — 270 жителей[3]
- 1999 год — 146 жителей (перепись населения)
- 2009 год — 110 жителей (перепись населения)[3]
- 2019 год — 69 жителей (перепись населения)

## Галерея

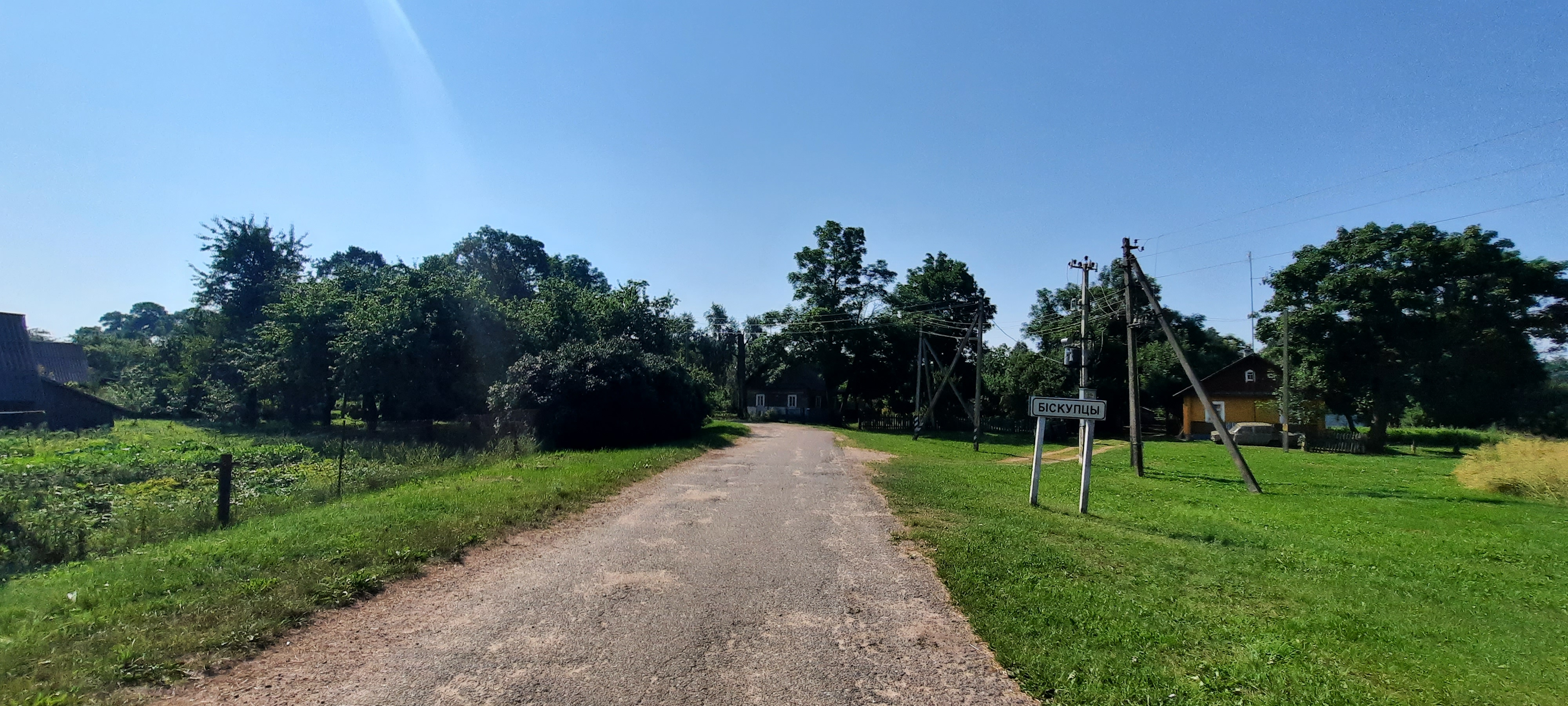
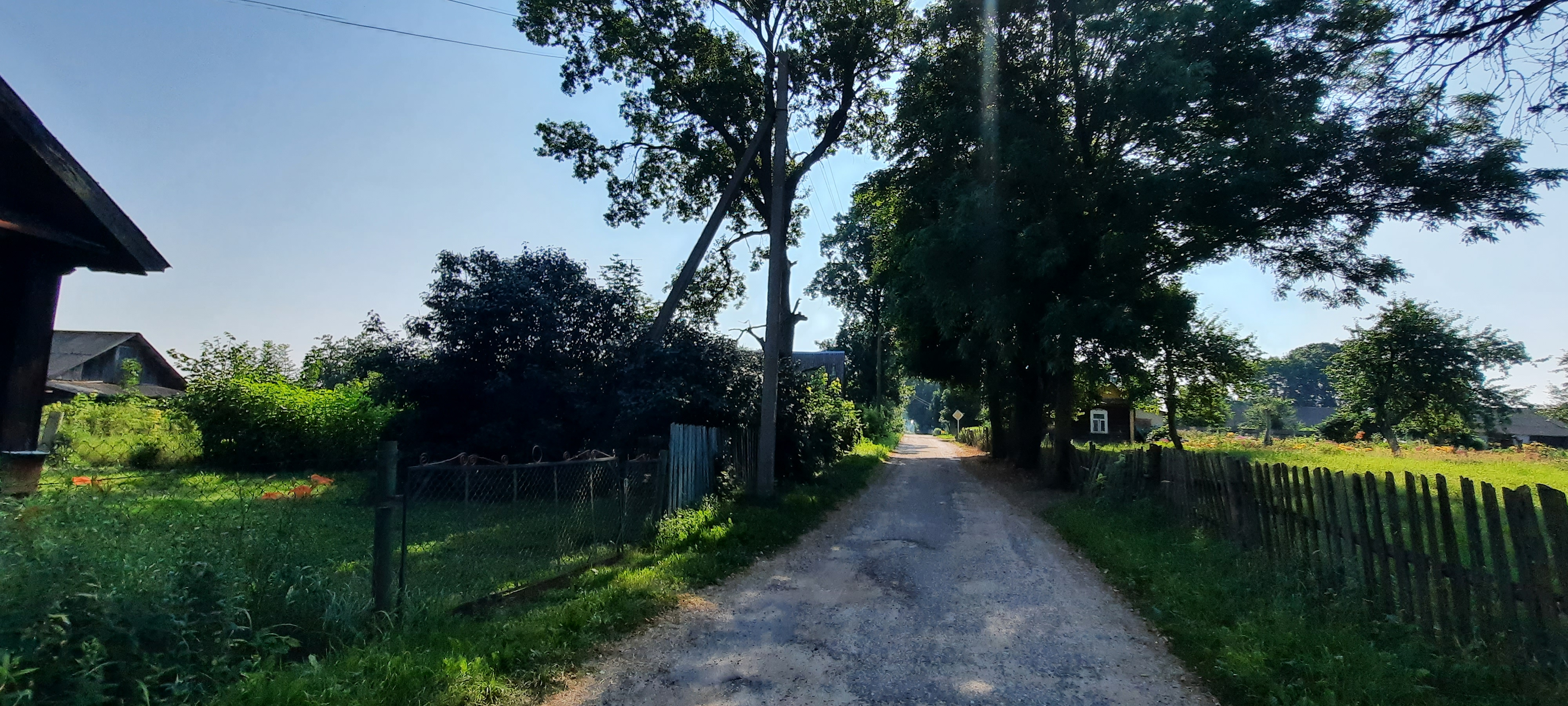
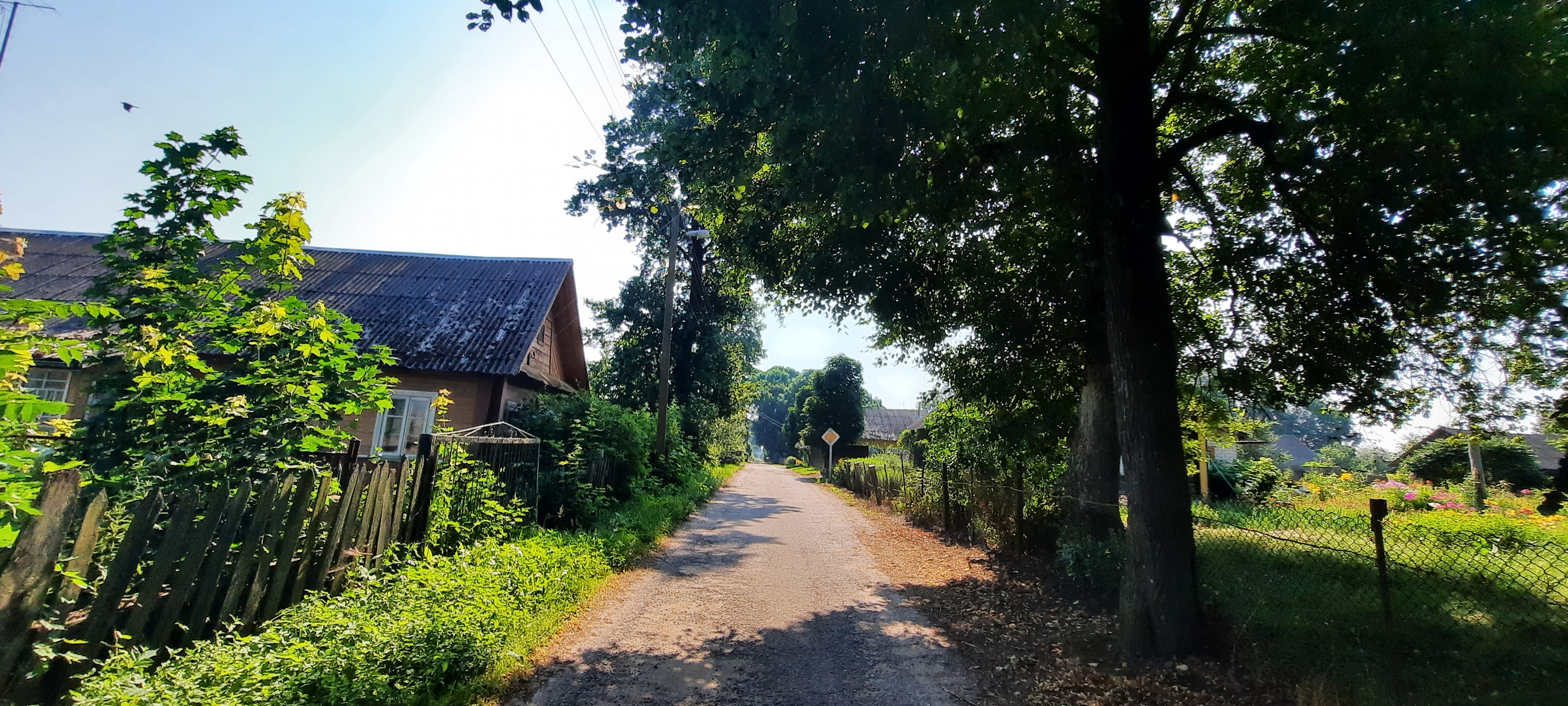

## Инфраструктура
- Докудовское лесничество
- Агроусадьбы

## Известные лица
- Бичель-Загнетова, Данута Ивановна (род. 1937) ― советская белорусская поэтесса, прозаик, переводчик, педагог.